# Petalostylis cassioides
Petalostylis cassioides là một loài thực vật có hoa trong họ Đậu. Loài này được E.Pritz. miêu tả khoa học đầu tiên.